# Ириклинское водохранилище
Ирикли́нское водохрани́лище — водохранилище на реке Урал в Оренбургской области России. Объём воды — 3,3 км³. Площадь поверхности — 260 км². Площадь водосборного бассейна — 36 950 км².
Полезный объём водохранилища 2760 млн м³. Расчетный объём использования на сброс 1040,8 млн м³ при условии испарении 79,2 млн м³ и безвозвратном заборе воды Ириклинской ГРЭС 15 млн м³. Среднегодовой приток − 43,8 м³/с, в паводковый период 3300 м³/с.
Водохранилище является крупнейшим водоёмом Южного Урала. Длина составляет 73 км, имеет в южной части три крупных залива, один из которых достигает 43 км (Суундукский залив).

## Характеристики
Согласно заключению специалистов, вода в Ириклинском водохранилище относится к бетамезосапробному классу, показатель индекса перманганатной окисляемости невысокий, что указывает на низкое природное загрязнение вод органическим веществом. Вода пресная, средней жесткости. Прозрачность воды достаточно большая, летом до 6 м, зимой — до 9,5 м.
Ледостав начинается в ноябре и заканчивается в конце марта и начало апреля.
В Ириклинском водохранилище обитает до 40 видов рыб.

## Этимология
Водохранилище получило свое наименование по речке Ирикла — притоку реки Урал.

## История
До постройки плотины на этом месте была Ириклинская долина. Она имела террасы, пойменные луга, озёра. Затоплена была площадь в 26000 га, глубиной в среднем 12,5 м, в нижней части сегодняшнего водохранилища, от самой плотины до реки Ташлы, под водой так же оказались придолинные скалистые склоны.
Водохранилище было создано при строительстве плотины Ириклинской ГЭС. Гидроузел образован совокупностью смешанно-набросной глухой плотиной и бетонным береговым водосбором.
Целью создания Ириклинского гидроузла было регулирование стока реки Урал для обеспечения гарантированного водоснабжения промышленных предприятий и населённых пунктов. Эти объекты находятся в центральной и восточной части Оренбургской области, а также с целью борьбы с наводнениями в городе Орск. Водохранилище обеспечивает возможности ирригации в верхней части бассейна Урала и развития рыбохозяйства.
Строительство гидроузла началось в 1949 году, оно велось в трудных условиях, при нехватке техники. Агрегаты ГЭС были пущены в 1958 году. Заполнение водохранилища началось 17 апреля 1958 и завершилось 8 мая 1966 года.
После заполнения чаши вода вплотную подошла к обрывистым скалам бортов долины, которые представляли собой холмисто-степные склоны. Стала формироваться береговая линия с прибойной полосой, протянувшаяся на 415 км.
В связи с заполнением водохранилища на новые места были перемещены 22 населённых пункта. Одним из безвозвратно потерянных оказалось село Таналык, основанное ещё в 1743 году как крепость.